# Донато Каризи
Донато Каризи (итал. Donato Carrisi; Мартина Франка, 25. март 1973) је италијански писац, сценариста, драматург, новинар и редитељ, добитник награде Банкарела 2009. за дело „Шаптач“ и награде Давид ди Донатело 2018. за дело „Ноћ ми те узима“.

## Биографија
Сарадник за Коријере дела Сера, окушао се као сценариста за телевизијске серије и за биоскоп. Након студија на Класичној гимназији Тито Ливио у Мартина Франци, дипломирао је право, са тезом о Луиђију Кјатију, „Чудовиште из Фолиња“. Затим је уследила специјализација из криминологије и бихејвиоралних наука.

## Професионална делатност

### Позориште
Своју списатељску каријеру започео је у позоришту са 19 година. Прва комедија је Моли, Морти и Морган, за позоришну групу Виварте (основана заједно са Витом Ло Реом).
Уследила су друга дела: Лешеви се рађају!, Не шкоде све крофне, Артуро у ноћи... и Гузманов дим, и мјузикли Сирена невеста и Дракула, уз музику увек Вито Ло Ре. Акиле Манцоти га 1999. године открива и лансира у свет фантастике.

### Издаваштво
Шаптач, који је Лонганези објавио 2009. године је његов први роман, са којим је освојио бројне награде, укључујући награду Банкарела.
Године 2011. дошао је ред на Ловац на душе, поново са Лонганезијем, а 2012. године на ред је дошла Жена од папирног цвећа.
Године 2013, поново са Лонганезијем, објављује Владар из сенке, књигу која се може сматрати и наставком и преднаставком Шаптача; у ствари, Каризи тврди да их сматра књигама близанцима, и зато што се у обе књиге појављује женски лик Миле Васкез.
Године 2014, поново за Лонганези, написао је Дечак од стакла, који се може сматрати наставком Ловца на душе; у ствари, у обе књиге налазимо исте ликове.
Године 2015, поново за Лонганези, написао је Ноћ ми те узима.
Године 2016. написао је дело Господар сенки (Лонганези), у којем се налазе ликови и лајтмотив Ловца на душе.
Године 2017. написао је дело Човек из лавиринта (Лонганези), који је истовремено потпуно нова прича, али и непријављени наставак Шаптача.
Године 2018. написао је дело Игра шаптача (Лонганези), наставак саге о Мили Васкез.
Дана 2. децембра 2019. објављена је Кућа гласова (Лонганези), прича о деци, духовима и менталним болестима.
Године 2020. објављена је и књига Ја сам понор (Лонганези), потом објављује и дело Кућа без успомена(Лонганези) 2021. године. 

### Телевизија
Са Раијем сарађује у стварању серија Породична кућа (итал. Casa famiglia) и Био ми је брат (Era mio fratello), са Таодуе-ом из Медиасет-а сарађује у стварању серија Насирија - Да се не заборави и Екипа антимафија - Палермо данас, док са Ски сарађује у стварању Моане.
Од 1. марта 2014. емитовао је Шесто чуло на Раи 3.

### Биоскоп
Године 2017. режирао је и написао сценарио за адаптацију на великом платну свог романа Ноћ ми те узима, за који је добио награду Давид ди Донатело 2018. У глумачкој постави су Жан Рено, Тони Сервило, Алесио Бони, Лоренцо Ришелми, Галатеа Ранци, Микела Ческон, Лукреција Гвидоне, Данијела Пјаза, Јакопо Олмо Антинори, Антонио Герарди и Грета Скаки.
Године 2019. продуцирао је, режирао и написао сценарио за Човек из лавиринта, адаптацију за велико платно његовог истоименог романа. У глумачкој екипи Тони Сервило, Валентина Беле, Виничио Маркиони и Дастин Хофман.

### Учење
Године 2018. постао је предавач на ИУЛМ универзитету, где је држао курс „Писање жанра: трилер, ноар, мистерија, мистерија“ на мастеру Уметности приповедања.

## Дела

### Романи

#### Циклус Мила Васкез
- Шаптач (итал. Il suggeritore), Лонганези, 2009.
- Владар из сенке (итал. L'ipotesi del male), Лонганези, 2013.
- Човек из лавиринта (итал. L'uomo del labirinto), Лонганези, 2017.
- Игра шаптача (итал. Il gioco del suggeritore), Лонганези, 2018.

#### Циклус Маркуса и Сандре
- Ловац на душе (итал. Il tribunale delle anime), Лонганези, 2011.
- Дечак од стакла (итал. Il cacciatore del buio), Лонганези, 2014.
- Господар сенки (итал. Il maestro delle ombre), Лонганези, 2016.

#### Циклус Пјетра Гербера
- Кућа гласова (итал. La casa delle voci), Лонганези, 2019.
- Кућа без сећања (итал. La casa senza ricordi), Лонганези, 2021.
- Кућа светлости

(итал. La casa delle luci), Лонганези, 2022.
- Кућа тишине (итал. La casa dei silenzi), Лонганези, 2024.

#### Остале књиге
- Жена са цветом од папира (итал. La donna con fiore di carta), Лонганези, 2012.
- Ноћ ми те узима (итал. La ragazza nella nebbia), Лонганези, 2015.
- Ја сам понор (итал. Io sono l'abisso), Лонганези, 2020.

### Драме
- Моли, Марти и Морган
- Лешеви се рађају!
- Не шкоде све крофне
- Артуро у ноћи...
- Гузманов дим
- Сирена невеста, мјузикл
- Дракула, мјузикл

### Сценарио

#### Телевизија
- Породична кућа, ТВ серија (2001-2003)
- Био је мој брат, ТВ филм (2007)
- Насирија - Да се не заборави, ТВ филм (2007)
- Екипа антимафија - Палермо данас, ТВ серија (2009)
- Моана, мини-серија (2009)
- Шесто чуло - Оно што не очекујеш од ума, ТВ емисија(2014)

#### Филм
- Ноћ ми те узима (2017)
- Човек из лавиринта (2019)
- Ја сам амбис (2021)

### Режија
- Ноћ ми те узима (2017)
- Човек из лавиринта (2019)

## Награде и признања
- Давид ди Донатело 2018, најбољи нови редитељ за филм Ноћ ми те узима
- Награда Prix Livre de Poche 2011 (додељују француски читаоци)
- Награда Prix SNCF du polar 2011, европска категорија
- Књижевна награда Масароза XXIV
- Шесто издање награде Камајоре за детективску фикцију
- 57. издање награде Банкарела
- Друго издање награде Белђојозо Ђало
- Победник трећег Медитерански фестивал криминалистике и noar-a
- Награда Солинас 2004 за Црни крупије, одељак Приче за филм